# Gian-Luca Itter
Gian-Luca Itter (Gießen, 1999. január 5. –) német utánpótlás válogatott labdarúgó, a Greuther Fürth játékosa.

## Pályafutása

### Klubcsapatban
2004-ben kezdett ismerkedni a labdarúgással a Cleeberg csapatában, ahol együtt játszott az ikertestvérével. 2011-ben az Eintracht Frankfurt akadémiájához csatlakozott, itt korosztályos bajnoki címeket nyert. 2015 januárjában csatlakozott a VfL Wolfsburg korosztályos együtteseihez. 2016-ban az RB Leipzig és az Arsenal is szerette volna ikertestvérével együtt szerződtetni. 2017 januárjában profi szerződést kötött a klubbal. Március 18-án első alkalommal a kispadon kapott lehetőséget a felnőttek között a bajnokságban az SV Darmstadt 98 ellen. Augusztus 19-én bemutatkozott a második csapatban a negyedosztályban, az VfB Lübeck ellen kezdőként végig a pályán volt. Szeptember 22-én a Bayern München elleni 2–2-s döntetlennel véget érő bajnoki mérkőzésen debütált a felnőttek között kezdőként. 2019. május 27-én bejelentették, hogy a következő szezont már az SC Freiburg játékosaként kezdi meg. Szeptember 14-én mutatkozott be a második csapatban a TSG Balingen csapata ellen. 2020. március 7-én a felnőttek között is bemutatkozott az 1. FC Union Berlin csapat ellen a 86. percben Manuel Gulde cseréjeként. 2021. január 11-én bejelentették, hogy kölcsönbe került a SpVgg Greuther Fürth csapatához a 2020–21-es szezon további időszakára. A kölcsönszerződését a következő szezonra meghosszabbították. 2022. június 3-án végleg szerződtették 2025 nyaráig.

### Válogatottban
Tagja volt a német U17-es labdarúgó-válogatottnak amely részt vett a 2016-os U17-es labdarúgó-Európa-bajnokságon. A B csoportban mind a három mérkőzésen végig a pályán volt és csoportgyőztesekként jutottak a negyeddöntőbe. A belga U17-es labdarúgó-válogatott ellen a 63. percben Jannis Kübler váltotta őt. Az elődöntőben a spanyol U17-es válogatott ellen 2–1-re kikaptak.

## Statisztika
2020. június 20-i állapot szerint.
| Klub             | Szezon   | Bajnokság | Bajnokság | Kupa  | Kupa | Nemzetközi | Nemzetközi | Összesen | Összesen |
| Klub             | Szezon   | Mérk.     | Gól       | Mérk. | Gól  | Mérk.      | Gól        | Mérk.    | Gól      |
| ---------------- | -------- | --------- | --------- | ----- | ---- | ---------- | ---------- | -------- | -------- |
| VfL Wolfsburg II | 2017–18  | 3         | 1         | –     | –    | –          | –          | 3        | 1        |
| VfL Wolfsburg II | 2018–19  | 16        | 0         | –     | –    | –          | –          | 16       | 0        |
| VfL Wolfsburg II | Összesen | 19        | 1         | 0     | 0    | 0          | 0          | 19       | 1        |
| VfL Wolfsburg    | 2016–17  | 0         | 0         | 0     | 0    | –          | –          | 0        | 0        |
| VfL Wolfsburg    | 2017–18  | 5         | 0         | 0     | 0    | –          | –          | 5        | 0        |
| VfL Wolfsburg    | 2018–19  | 2         | 0         | 0     | 0    | –          | –          | 2        | 0        |
| VfL Wolfsburg    | Összesen | 7         | 0         | 0     | 0    | 0          | 0          | 7        | 0        |
| SC Freiburg II   | 2019–20  | 8         | 0         | –     | –    | –          | –          | 8        | 0        |
| SC Freiburg II   | 2020–21  | 2         | 0         | –     | –    | –          | –          | 2        | 0        |
| SC Freiburg II   | Összesen | 10        | 0         | 0     | 0    | 0          | 0          | 10       | 0        |
| SC Freiburg      | 2019–20  | 3         | 0         | 0     | 0    | –          | –          | 3        | 0        |
| SC Freiburg      | 2020–21  | 0         | 0         | 0     | 0    | –          | –          | 0        | 0        |
| SC Freiburg      | Összesen | 3         | 0         | 0     | 0    | 0          | 0          | 3        | 0        |
| Greuther Fürth   | 2020–21  | 0         | 0         | –     | –    | –          | –          | 0        | 0        |
| Greuther Fürth   | Összesen | 0         | 0         | 0     | 0    | 0          | 0          | 0        | 0        |
| Összesen         | Összesen | 39        | 1         | 0     | 0    | 0          | 0          | 39       | 1        |

## Sikerei, díjai
- Fritz Walter-medál aranyérmes: 2016

## Család
Édesapja, Frank Itter amatőr labdarúgó volt. Ikertestvére, Davide-Jerome Itter a VfL Osnabrück játékosa.

## Külső hivatkozások
- Gian-Luca Itter adatlapja a Transfermarkt oldalán (angolul)
- Gian-Luca Itter adatlapja a Kicker oldalán (németül)
- Gian-Luca Itter adatlapja Archiválva 2017. október 24-i dátummal a Wayback Machine-ben a Worldfootball oldalán (angolul)
- Gian-Luca Itter adatlapja a Soccerway oldalon (angolul)